# Haparanda GK
Haparanda GK är en golfklubb i Norrbotten, två kilometer utanför Haparanda. Banan är belägen på Torneälvens delta på båda sidor om statsgränsen mellan Sverige och Finland. Fram till 2006 fanns det två förstahål, ett i Finland och ett i Sverige, men från och med 2006 startar både finska och svenska spelare i Finland.
Banan är relativt lång och på de flesta par 5-hål är inte greenen nåbar på två slag även för långtslående.